# Renault R312
Renault R312 — городской автобус, выпускаемый французской компанией Renault Trucks с 1987 по 1996 год. Вытеснен с конвейера моделью Irisbus Agora. 

## История
Первый прототип автобуса Renault R312 был представлен в 1984 году. Автобус пришёл на смену модели Saviem SC 10.
Автобус оснащался дизельными двигателями внутреннего сгорания собственного производства объёмом 9,8 л, мощностью 207 л. с. Всего было выпущено 4000 экземпляров.
Производство завершилось в 1996 году.